# الکساندر کاچر
الکساندر میکولایوویچ کاچر (اوکراینی: Oleksandr Mykolayovych Kucher؛ زادهٔ ۳ فوریهٔ ۱۹۸۵) بازیکن فوتبال اهل اوکراین است.
وی سابقه ۵۶ بازی ملی برای تیم ملی فوتبال اوکراین در کارنامه دارد، همچنین پست تخصصی او مدافع است.
او با اخراج در دقیقه سه بازی برگشت مرحله یک‌هشتم پایانی فصل ۲۰۱۴–۲۰۱۵ لیگ قهرمانان اروپا در بازی برابر بایرن مونیخ، سریع‌ترین اخراج تاریخ لیگ قهرمانان اروپا را رقم زد.